# Molière (filme)
Molière é um filme de comédia, romance e drama biográfico francês de 2007, dirigido por Laurent Tirard e Ariane Mnouchkine, com roteiro do próprio Tirard e de Grégoire Vigneron.

## Elenco
- Romain Duris .... Molière
- Fabrice Luchini
- Laura Morante
- Edouard Baer
- Ludivine Sagnier